# Ritratto di Oswolt Krel
Il Ritratto di Oswolt Krel è un dipinto a olio su tavola (50x39 cm) di Albrecht Dürer, datato 1499 e conservato nell'Alte Pinakothek a Monaco di Baviera. È composto a trittico con due sportelli con due Uomini selvatici con gli stemmi di Oswolt e Agathe Krel, misuranti 49x16 cm ciascuno.

## Storia
L'opera segna il culmine della ritrattistica dell'aristocrazia di Norimberga da parte di Dürer allo scadere del secolo. Oswolt Krel (1460-1534) era il rappresentante a Norimberga di un'importante impresa commerciale di Ravensburg. Fu un personaggio inquieto e temerario (alcuni hanno anche letto segni di squilibrio psichico nel suo ritratto), che arrivò a essere pure imprigionato per un mese, per aver pesantemente deriso un notabile della città.

## Descrizione e stile
Sullo sfondo di uno sgargiante velo rosso, dove si trova impresso il nome dell'effigiato e la data del ritratto, la mezza figura del trentanovenne Oswolt Krel si staglia con forma, vestito aristocraticamente in nero, con una casacca molto scollata (sotto la quale si intravede la camicia bianca e un cordone legato al collo) e di un grosso manto con bordo di pelliccia. La mano destra è appoggiata a un invisibile parapetto, secondo l'iconografia sviluppata nelle Fiandre, e indossa un anello, mentre un altro è all'indice della sinistra. Lo sguardo e la postura sembrano far trasparire la tracotanza e la beffardia del soggetto, coi tratti marcati del volto, incorniciati da una folta capigliatura ondulata. Lo sguardo serio e acuto sembra accentuarsi aggressivo nel rosso vivo dello sfondo.
A sinistra si apre lo spazio per un lontano paesaggio, da allora in poi sempre più raro nei ritratti dureriani. I rami degli alberi sembrano più cifre grafiche che non una restituzione naturalistica, e non hanno certo la ricchezza e l'accuratezza che presentano i paesaggi ad acquerelli realizzati da Dürer negli anni successivi al suo ritorno dall'Italia.
I due sportelli laterali, che originariamente si chiudevano sulla tavola, vennero riconosciuti come tali sono nel 1907 da Braune, che ne aveva trovato traccia negli inventari dei principi Öttingen-Wallerstein. Mostrano le insegne araldiche di Oswolt Krel e quelle della sua sposa, nata Esendorf. Gli scudi araldici sono retti da due uomini selvatici, armati di clava e collocati sotto un intreccio di rami di gusto tardogotico, che dà alle scenette un'atmosfera di favola. La scelta degli Homini selvatici, così curiosa, è forse da mettere in relazione con la personalità irruente di Krel e forse rimanda anche al soggetto araldico dello scudo dello sportello di destra.

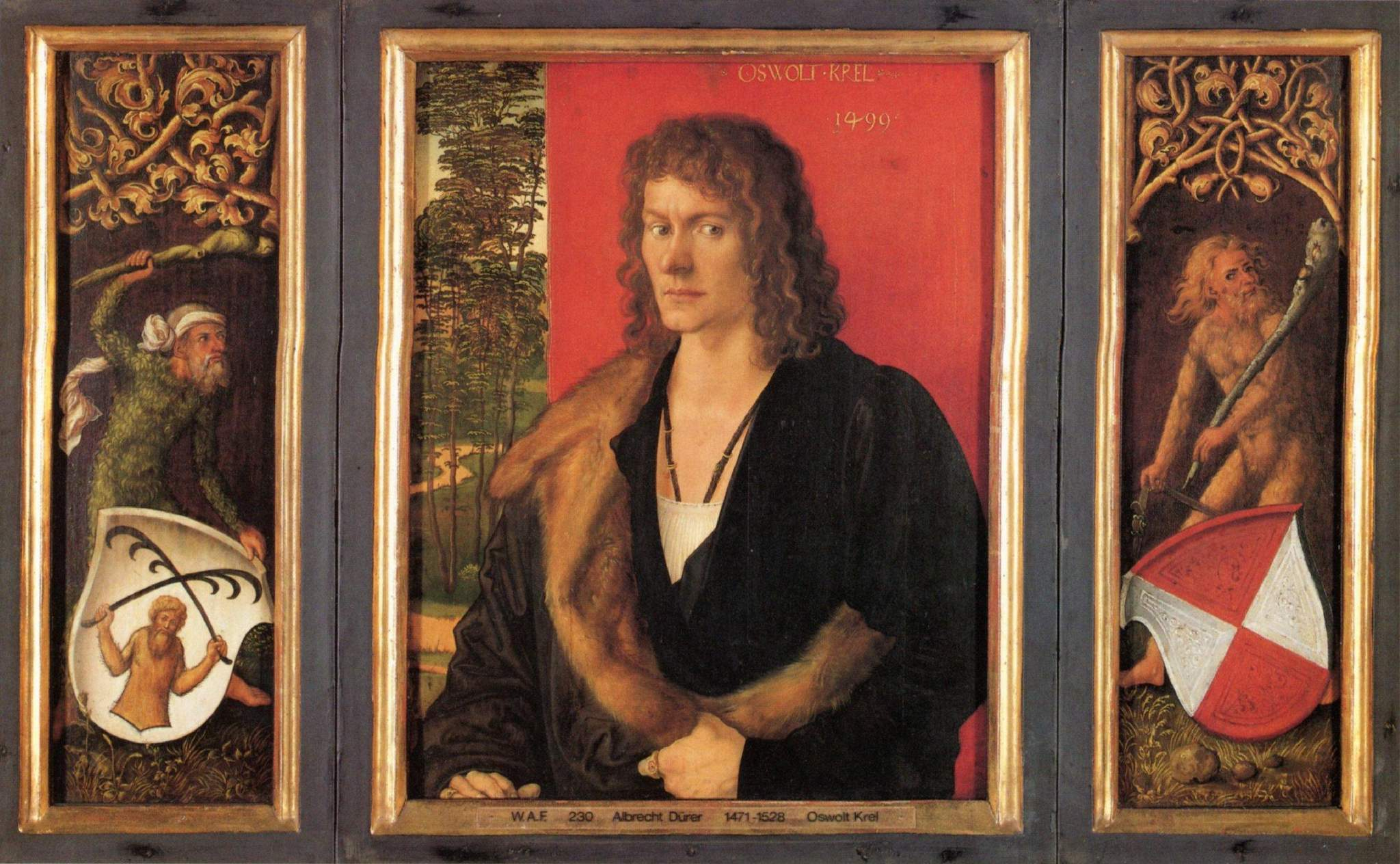
Il trittico
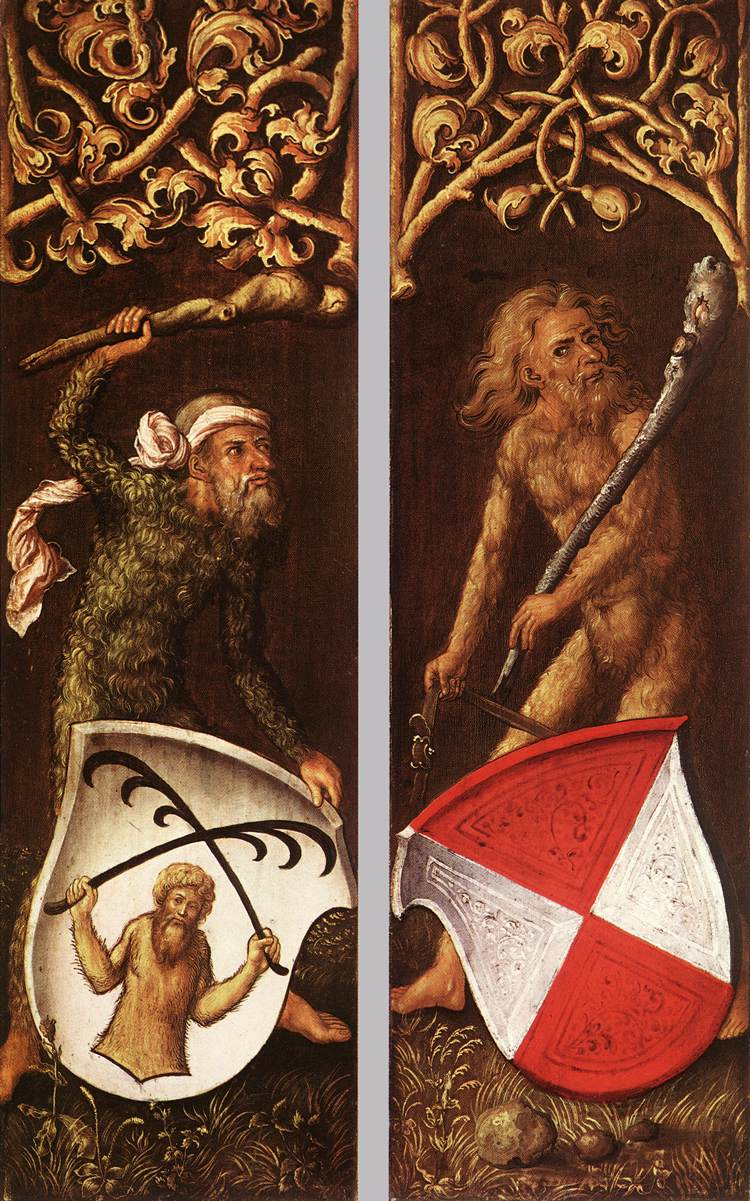
I due sportelli laterali

## Curiosità
- Nel 1967 Fernando Botero elaborò a modo suo un'opera pittorica raffigurante Oswolt Krel. [1]